# Goździeniowiec miodowy
Goździeniowiec miodowy (Clavulinopsis helvola (Pers.) Corner) – gatunek grzybów z rodziny goździeńcowatych (Clavariaceae).

## Systematyka i nazewnictwo
Pozycja w klasyfikacji według Index Fungorum: Clavulinopsis, Clavariaceae, Agaricales, Agaricomycetidae, Agaricomycetes, Agaricomycotina, Basidiomycota, Fungi.
Po raz pierwszy takson ten zdiagnozował w 1797 r. Persoon nadając mu nazwę Clavaria helvola. Obecną, uznaną przez Index Fungorum nazwę nadał mu w 1950 r. Edred John Henry Corner, przenosząc go do rodzaju Clavulinopsis. 
Niektóre synonimy naukowe:

- Clavaria dissipabilis Britzelm. 1887
- Clavaria flammans Berk. 1873
- Clavaria helvola Pers. 1797
- Clavaria helvola Pers. 1797, subsp. helvola
- Clavaria inaequalis var. helvola (Pers.) Fr. 1828
- Clavaria similis Boud. & Pat., J. Bot. 1888
- Donkella helvola (Pers.) Malysheva & Zmitr. 2006
- Ramariopsis helvola (Pers.) R.H. Petersen 1978

Nazwę polską nadał Władysław Wojewoda w 2003 r.

## Charakterystyka
Wytwarza niewielkie buławkowate owocniki żółtej lub pomarańczowożółtej barwy. Występuje w Polsce, umieszczony w Rejestrze gatunków grzybów chronionych i zagrożonych (GREJ).
Z owocników goździeniowca miodowego wyizolowano nieznany wcześniej aminokwas, kwas D,L-2-amino-3(cis), 5-heksadieienowy.